# Ягідненська сільська рада
Я́гідненська сільська́ ра́да — адміністративно-територіальна одиниця та орган місцевого самоврядування в Куп'янському районі Харківської області. Адміністративний центр — село Ягідне.

## Загальні відомості
- Ягідненська сільська рада утворена в 1982 році.
- Територія ради: 98,66 км²
- Населення ради: 1 250 осіб (станом на 2001 рік)

## Населені пункти
Сільській раді підпорядковані населені пункти:
- с. Ягідне
- с. Затишне
- с. Іванівка
- с. Миколаївка
- с. Нова Тарасівка
- с. Орлянка
- с. Степова Новоселівка

### Колишні населені пункти
- Загоруйківка

## Склад ради
Рада складається з 14 депутатів та голови.
- Голова ради: Косенко Микола Васильович
- Секретар ради: Кущенко Наталія Яківна

### Керівний склад попередніх скликань
| Прізвище, ім'я, по батькові  | Основні відомості                                                                     | Дата обрання | Дата звільнення |
| ---------------------------- | ------------------------------------------------------------------------------------- | ------------ | --------------- |
| Собенко Володимир Вікторович | Сільський голова, 1976 року народження, член Всеукраїнського об'єднання «Батьківщина» | 26.03.2006   | 31.10.2010      |
| Косенко Микола Васильович    | Сільський голова, 1964 року народження, освіта вища, член Партії регіонів             | 31.10.2010   |                 |

Примітка: таблиця складена за даними сайту Верховної Ради України

### Депутати
За результатами місцевих виборів 2010 року депутатами ради стали:

#### За суб'єктами висування
| Суб'єкт висування | Кількість обраних депутатів | %   |
| ----------------- | --------------------------- | --- |
| Партія регіонів   | 14                          | 100 |

#### За округами
| № округу        | Прізвище, ім'я, по батькові     | Дата визнання обраним | Освіта  | Партійна приналежність | Відомості про обраного депутата                                   |
| --------------- | ------------------------------- | --------------------- | ------- | ---------------------- | ----------------------------------------------------------------- |
| Партія регіонів |                                 |                       |         |                        |                                                                   |
| 1               | Дворецький Михайло Григорович   | 01.11.2010            | вища    | член Партії регіонів   | Ягіднянська загальноосвітня школа, директор                       |
| 2               | Бондаренко Сергій Іванович      | 01.11.2010            | середня | член Партії регіонів   | ТОВ СП «Ягідне», водій                                            |
| 3               | Кривда Валентина Олександрівна  | 01.11.2010            | вища    | член Партії регіонів   | тимчасово не працює                                               |
| 4               | Байдак Любов Володимирівна      | 01.11.2010            | середня | член Партії регіонів   | Ягідненська сільська рада, касир                                  |
| 5               | Кущенко Наталія Яківна          | 01.11.2010            | середня | член Партії регіонів   | Пересувне пощтове відділення, листоноша                           |
| 6               | Бузаєва Валентина В'ячеславівна | 01.11.2010            | середня | член Партії регіонів   | тимчасово не працює                                               |
| 7               | Ляхова Людмила Миколаївна       | 01.11.2010            | середня | член Партії регіонів   | тимчасово не працює                                               |
| 8               | Карпусь Катерина Федотівна      | 01.11.2010            | середня | член Партії регіонів   | тимчасово не працює                                               |
| 9               | Загоруйко Михайло Вікторович    | 01.11.2010            | середня | член Партії регіонів   | тимчасово не працює                                               |
| 10              | Сбітнев Ігор Анатолійович       | 01.11.2010            | середня | член Партії регіонів   | ТОВ СП «Ягідне», тракторист                                       |
| 11              | Загоруйко Олександр Іванович    | 01.11.2010            | середня | член Партії регіонів   | тимчасово не працює                                               |
| 12              | Лисенко Галина Василівна        | 01.11.2010            | середня | член Партії регіонів   | Орлянський фельдшерсько-акушерський пункт, молодша медична сестра |
| 13              | Ківшар Світлана Андріївна       | 01.11.2010            | середня | член Партії регіонів   | Ягідненська сільська рада, секретар                               |
| 14              | Ноздря Тетяна Єгорівна          | 01.11.2010            | середня | член Партії регіонів   | Іванівський фельдшерсько-акушерський пункт, завідувачка           |